# Trichomanes melanopus
Trichomanes melanopus là một loài dương xỉ thuộc họ Hymenophyllaceae. Đây là loài đặc hữu của Ecuador. Chúng hiện đang bị đe dọa vì mất nơi sống.